# 高岡銀行
高岡銀行（たかおかぎんこう）は、富山県高岡市に本拠を構えた北陸銀行の前身の一つ。黒部銀行、生地銀行、泊銀行、入善銀行、岩瀬銀行、高岡商業銀行（高岡貯金銀行）、砺波銀行、共通銀行（共通合資会社）、新湊銀行、小杉銀行（小杉貯金銀行）、氷見銀行（氷見貯蓄銀行）、新家銀行が合併した。

## 歴史
1885年（明治18年）10月に（初代）高岡銀行を開業したのが始まりである。
1889年（明治22年）4月20日に保証有限責任会社高岡銀行を設立して（初代）高岡銀行の業務を継承し、1894年（明治27年）1月15日に（2代目）株式会社高岡銀行に改組された。
1919年（大正8年）12月14日に（2代目）高岡銀行が生地銀行を合併している。
1920年（大正9年）6月2日に高岡共立銀行と新設合併して設立する（3代目）高岡銀行の合併認可が下り、同月18日に設立して同月21日に開業した。
同年11月に共通銀行を合併したのを皮切りに、1927年（昭和2年）3月1日に砺波銀行、1935年（昭和10年）8月10日に岩瀬銀行と合併した。
1936年（昭和11年）8月10日に黒部銀行及び入善銀行の営業を譲受し、1938年（昭和13年）2月6日に泊銀行を合併、1939年（昭和14年）6月30日に新家銀行を合併、同年10月31日に高岡商業銀行を合併、1941年（昭和16年）8月17日に氷見銀行を合併と近隣の銀行を吸収して規模を拡大した。
戦争遂行のための国策として「一県一行」の方針が採られたことから富山市を拠点としていた十二銀行と富山銀行や砺波市を中心に営業していた中越銀行と合併して北陸銀行となり、その歴史に終止符を打った。

## 沿革
- 1885年（明治18年）
  - 10月：（初代）高岡銀行を開業[3]
- 1889年（明治22年）
  - 4月20日：保証有限責任会社高岡銀行を設立して（初代）高岡銀行の業務を継承[3]
- 1894年（明治27年）
  - 1月15日：保証有限責任会社高岡銀行を（2代目）株式会社高岡銀行に改組[3]
- 1919年（大正8年）
  - 12月14日：生地銀行を合併[3]
- 1920年（大正9年）
  - 6月2日：高岡共立銀行と新設合併して設立する（3代目）高岡銀行の合併認可[3]
  - 6月18日：（3代目）高岡銀行を設立[3]
  - 6月21日：（3代目）高岡銀行を開業[3]
  - 11月：共通銀行を合併[3]
- 1927年（昭和2年）
  - 3月1日：砺波銀行を合併[3]
- 1935年（昭和10年）
  - 8月10日：岩瀬銀行を合併[3]
- 1936年（昭和11年）
  - 8月10日：黒部銀行及び入善銀行の営業を譲受[3]
- 1938年（昭和13年）
  - 2月6日：泊銀行を合併[3]
- 1939年（昭和14年）
  - 6月30日：新家銀行を合併[3]
  - 10月31日：高岡商業銀行を合併[3]
- 1941年（昭和16年）
  - 8月17日：氷見銀行を合併[3]
- 1943年（昭和18年）
  - 7月27日：十二銀行と中越銀行、富山銀行との4行により新設合併する北陸銀行の設立総会を開催[3]
  - 7月31日：北陸銀行が開業[3]